# McCullom Lake
McCullom Lake es una villa ubicada en el condado de McHenry en el estado estadounidense de Illinois. En el Censo de 2010 tenía una población de 1049 habitantes y una densidad poblacional de 1.082,94 personas por km².

## Geografía
McCullom Lake se encuentra ubicada en las coordenadas 42°22′7″N 88°17′49″O / 42.36861, -88.29694. Según la Oficina del Censo de los Estados Unidos, McCullom Lake tiene una superficie total de 0.97 km², de la cual 0.97 km² corresponden a tierra firme y (0%) 0 km² es agua.

## Demografía
Según el censo de 2010, había 1049 personas residiendo en McCullom Lake. La densidad de población era de 1.082,94 hab./km². De los 1049 habitantes, McCullom Lake estaba compuesto por el 93.04% blancos, el 0.57% eran afroamericanos, el 0.57% eran amerindios, el 0.19% eran asiáticos, el 0% eran isleños del Pacífico, el 5.15% eran de otras razas y el 0.48% pertenecían a dos o más razas. Del total de la población el 12.39% eran hispanos o latinos de cualquier raza.